# Jan Błach
Jan Błach (ur. lipiec 1899 w Suchorzowie, zm. wrzesień 1997 tamże) – polski żołnierz i jeniec obozu w Starobielsku. 
Jan Błach urodził się w lipcu 1899 roku na Przewozie w Suchorzowie w rodzinie chłopskiej. Walczył w I wojnie światowej, wojnie polsko-bolszewickiej i II wojnie światowej (w I wojnie światowej walczył w wojsku austriackim zaś w dwóch ostatnich w polskim wojsku). W czasie II wojny światowej był jeńcem w obozie w Starobielsku, lecz po sześciu miesiącach pobytu w obozie udało mu się z niego uciec. Po ucieczce podróżował wszystkimi dostępnymi środkami transportu (większość drogi przebył pieszo) w kierunku Suchorzowa, do którego udało mu się dostać. Po zakończeniu wojny zajmował się między innymi wyplataniem koszy i budową tam, prowadził także gospodarstwo rolne. Zmarł we wrześniu 1997 roku w Suchorzowie. Jest pochowany na cmentarzu parafialnym w Baranowie Sandomierskim. 